# Buddhismuskunde
Die Buddhismuskunde (Buddhologie) ist eine wissenschaftliche Disziplin, die sich mit dem Studium der Sprachen und der geistigen und materiellen Kultur des Buddhismus beschäftigt.
Buddhismuskunde im Westen erforscht den Buddhismus in Bezug auf Philologie, Geschichte, Philosophie, Religionswissenschaft, Soziologie und Kultur.
In Deutschland gibt es auf den Buddhismus konzentrierte Forschungen und Professuren innerhalb der Indologie, Tibetologie, Sinologie und anderer orientalistischer Fächer oder innerhalb der Religionswissenschaft. An der Universität Heidelberg gibt es seit 2010 einen Lehrstuhl für Buddhist Studies (Buddhismusstudien). 
In vielen asiatischen Ländern hingegen gibt es Fakultäten für Buddhismuskunde, so z. B. in Myanmar, Indien und Nepal. In den Vereinigten Staaten ist die Buddhismuskunde, wie in Deutschland, häufig in andere Fachbereiche integriert, es gibt aber auch private Universitäten, die ein eigenes Studienfach Buddhismuskunde anbieten. Als erste Hochschule bot die University of Wisconsin bereits 1965 M.A.- und Ph.D-Programme in Buddhist Studies an. Erster Professor für Buddhist Studies wurde im Jahr 1969 Masatoshi Shoshun Nagatomi (1926–2000) an der Harvard University.